# Капат (Тимиш)
Капат (рум. Căpăt) насеље је у Румунији у округу Тимиш у општини Раковица. Oпштина се налази на надморској висини од 105 m.

## Прошлост
Аустријски царски ревизор Ерлер је 1774. године констатовао да се место "Кепет" налази у Тамишком округу, Чаковачког дистрикта. Становништво је било претежно влашко.
Када је 1797. године пописан православни клир ту су два свештеника. Пароси, поп Гаврил Поповић (рукоп. 1770) и поп Димитрије Поповић (1782) служили су се само румунским језиком.

## Становништво
Према подацима из 2002. године у насељу је живело 286 становника.

### Попис2002.
| Расподела становништва по националности 2002.‍ | Расподела становништва по националности 2002.‍ | Расподела становништва по националности 2002.‍ | Расподела становништва по националности 2002.‍ | Расподела становништва по националности 2002.‍ |
| --------------------------------------------- | --------------------------------------------- | --------------------------------------------- | --------------------------------------------- | --------------------------------------------- |
|                                               |                                               |                                               |                                               |                                               |
| Румуни                                        | Румуни                                        |                                               | 238                                           | 83,2%                                         |
| Мађари                                        | Мађари                                        |                                               | 31                                            | 10,8%                                         |
| Украјинци                                     | Украјинци                                     |                                               | 17                                            | 5,9%                                          |